# 여성의당
여성의당(女性議黨, 영어: Women's Party)은 대한민국의 정당이다. 1945년 창당한 대한여자국민당 이래 첫 번째 여성당이며, 여성의제 정당이다. 이 정당의 설립 목적은 동수민주주의를 실현하고 남성중심정치, 여성혐오, 경제활동에서의 성차별과 불평등, 공정성을 해치는 모든 특권에 반대하며 대한민국의 대전환을 이끄는 것이다. 디지털 성범죄 등 여성에 대한 폭력 이슈를 최우선적 의제로 삼고 있다.

## 역사
2020년 2월 1일 여해포럼에 모인 50명 남짓 한 인원 중 24인이 창당을 결의, 여성의당 창당준비위원회가 탄생했다. 2월 8일 창당 워크샵을 가졌고, 2월 15일에 중앙당 발기인 대회를 가졌다. 이후 2월 22일까지 모집한 총 당원 수가 638명에 불과해 5개 시도당 각 1000명 이상을 27일까지 모집하지 못하면 대한민국 제21대 국회의원 선거 출마가 불가능한 상황이었지만, 27일까지 8200명을 모으는 데 성공, 각 시도당 창당 대회를 마쳤다. 2020년 3월 8일 국제 여성의 날을 맞아 창당 대회를 개최하였다.

### 2020년

#### 대한민국 제21대 국회의원 선거
3월 23일 당원 투표 결과 21대 총선 비례대표 후보자가 선출됐다. 개표 결과, 1번은 20대 이지원 공동대표, 2번은 이경옥 경남도당 위원장, 3번은 박보람 경기도당 위원장, 4번 김주희 전국운영위원이 확정됐다. 3월 24일 텔레그램 성착취 신고 프로젝트 리셋과 n번방 사건 및 디지털 성범죄 근절을 위한 정책 협약식을 맺었다. 4월 2일 선거운동 중 유세를 도와주러 온 당원이 20대 남성이 던진 돌에 맞아 경찰이 수사에 나섰다. 한국여성단체연합, 젠더정치연구소 여. 세. 연(여성정치세력민주연대) 등이 연대성명을 발표했다. 각각 4월 8일, 4월 10일에 경남여성단체연합, 부산여성단체연합과 경남도당, 부산시당이 '성평등 정책 도입과 추진을 위한 협약'을 가졌다.
창당 38일 만에 치른 선거에서 20만 8697표, 득표율 0.74%로 전체 정당 중 10위를 기록했다. 한편 청소년투표본부에서 치러진 청소년 모의투표에서는 득표율 10.7%로 4위를 기록했다.

#### 총선 이후 활동

##### 1인 가구를 위한 활동

###### 스토킹범죄처벌법 제정 촉구
2020년 5월 4일 발생한 창원 여성 살해 사건을 두고 스토킹 처벌법 제정을 촉구하는 시위를 열었다. 이후 기본소득당·더불어민주당 등 다양한 여성정치인으로 구성된 '젊은여성정치인연대'를 구성해 스토킹범죄 처벌법 제정 촉구 기자회견을 열었다. 경남여성단체연합과 여성의당 경남도당·비혼여성공동체 WITH를 비롯한 경남지역 여성계는 이경옥 여성의당 경남도당 전 위원장의 주도로 사건 이후 피해자 가족지원과 법정연대, 강력처벌 탄원서 제출은 물론 법 제정을 위한 1인시위, 기자회견, 집회 등 여론전을 펼쳤고 스토킹 처벌법이 법제화 되도록 이끌었다.

###### 여성 노동권-경제권
서울시청 전체 직장 내 성폭력 전수조사 촉구, 대한항공 직장 내 성폭력 및 성희롱 엄중 조사 촉구, 정책위원회의 채용성차별 토론회, LG 청소노동자 해고 철회 촉구 성명 등의 활동을 했다. 특히 톨게이트 노동자 해고 사태와 관련해 직접 고용 전환 활동 연대를 벌였다.

##### 낙태죄 전면폐지
낙태죄 전면폐지 캠페인 #500인의_여성이_말하는_낙태죄_폐지를 진행했다.

##### 여성 주거권 보장
주거안정대책본부를 설치했고, 범죄예방 목적 환경설계(CPTED)를 주장했다.

##### 아이를 키우는 여성을 위한 활동

###### 양육비 이행법 제정 촉구
양육비 해결하는 사람들, 양육비이행관리원 등과 연대해 양육비 이행강화 법안 통과를 이끌었다.

##### 기타 활동

###### 손정우 미국송환 거부 사건
2020년 7월 7일 서울고법서 손정우의 미국 송환을 거부한 재판부를 규탄하는 기자회견을 가졌고, 미국 국제비정부 기구들과의 국제연대 구성을 알렸다.

###### 기본소득 연석회의 결성
2020년 8월 10일 기본소득당-녹색당과 함께 기본소득 연석회의를 결성했다.

### 2021년

#### 서울특별시장 보궐선거
당내 경선에 전현직 공동대표인 김진아, 이지원 두 명의 후보가 출마해 김진아 후보가 당선됐다. 2021년 2월 19일 오후 4시경 여성의당 당사에 기자를 사칭한 “여장” 유튜버의 위협 피해로 경찰이 출동하는 사건이 발생해 김진아 후보가 "여성 전체의 안전을 침해하고자 하는 명백한 폭력"이라는 취지의 성명문을 발표했다. 3월 24일에는 전 여성의당 정책위원회 의장을 맡았던 윤지선 교수의 수업에 난입한 외부인들이 욕설과 음란 사진으로 채팅창을 도배한 사건이 벌어졌다. 이에 김진아 후보는 '한국 남성 권력은 윤지선 교수에게 가하는 폭력을 당장 중단하라! 한국 여성학계는 윤지선 교수가 입는 피해를 외면하지 말라!'는 취지의 성명문을 발표했다.
김진아 후보는 "이번 선거는 고 박원순 전 서울시장의 성비위 사건에서 비롯된 선거"라는 점을 강조하며, ‘여자 혼자도 살기 좋은 서울’이란 슬로건을 내걸고 서울시 산하 공기관 여성임원 50% 할당제 등을 공약으로 세웠다. 후원회장은 이민경 작가가 맡았다.
서울시장 보궐선거 야권 단일화 후 처음으로 실시된 여론조사에서 0.7%의 지지율로 5위를 기록했고, 27일 조사에서도 1.1%로 역시 5위를 기록했다. 여론조사 공표·보도 금지일을 앞둔 마지막 여론조사에서는 0.9%의 지지율로 4위에 올라섰다.
투표결과 득표율 0.68%(3만3421표)로 4위에 올랐다.

#### 보궐선거 이후
포항공대 강연 취소 사태 등을 규탄하는 '2021 여성혐오 규탄 기자회견'을 열고, 백래시대응위원회를 발족했다.
유튜브 채널 흥행 목적으로 연예인의 사생활을 무차별 폭로하는 것을 규탄하는 입장을 내놨다.

### 2022년

#### 해산 위기
2021년 9월과 2022년 1월, 두 차례에 걸쳐 제2기 당 대표 보궐선거를 실시했으나 입후보자가 없어 중단됐다. 이어서 2022년 7월 제3기 당 대표에서도 입후보자가 없었고, 재차 비대위 전환을 시도했지만 이 역시 지원자가 없어 종료됐다. 이에 2022년 9월 24일부터 9월 26일까지 3일간에 걸쳐 정당 해산을 위한 당원 투표를 실시했으나, 투표가 부결되었다.

### 2024년

#### 살아나다
해산의 위기에 놓인 여성의당은 비대위 체제 전환 후 간신히 유지되고 있었다. 그러나 2024년, 박진숙 공동비상대책위원장과 김아연 사무총장이 임명되고 경남도당의 활동 또한 재개된 것으로 보아 간부를 포함한 당직자의 빈자리가 서서히 채워지고 있는 듯하다.

## 정책
여성의당은 다음과 같은 10대 정책을 주장한다.
1. 여성이 완전하게 안전한 나라를 만들겠습니다.
디지털 성범죄 근절을 위한 법제도 정비
디지털 성범죄 근절을 위한 수사 체계 구축
피해 여성의 인권과 존엄을 보호하기 위한 성인지적 대응 체계 마련
신종 디지털 성폭력에 대한 선제적 대응을 위한 정책 및 기술개발
2. 개별 시민의 권리를 최우선에 두는 성평등한 복지국가를 실현하겠습니다.
여성 1인 가구의 주거안전 및 안전보장을 통한 삶의 질 개선
취약여성 1인 가구 및 고령 여성 1인 가구 지원
핵가족 중심에서 1인 가구/개별 시민 중심으로 주거 및 복지정책의 패러다임을 전환하고 1인 가구에 대한 불이익 시정
3. 돌봄의 평등을 이루는 사회를 실현하겠습니다.
남성 육아휴직 강제 의무화 및 불이행 기업 페널티 부과
1인 양육자를 위한 지원금 및 정부 차원 서비스 확대
지자체 차원의 돌봄케어 센터 확대 운영·모니터링 및 돌봄 서비스 이용료의 국가 부담
돌봄 서비스 노동자에 대한 합리적 노동·임금 기준 제정 (정규직 전환 확대)
장애 여성의 일 가정 양립 등의 지원
4. 강력범죄로 이어지는 스토킹, 파트너 폭력을 방지하겠습니다.
가정폭력처벌법을 파트너 폭력 방지법으로 전환
가정폭력 피해자에 대한 지원 및 보호 대책 마련
가정폭력/파트너 폭력 실태 파악을 위한 통계지표 개선
스토킹 범죄의 처벌 등에 관한 특례법 제정
스토킹 범죄 경찰의 초동대응 강화를 위한 조치 마련
5. OECD 1위 불명예, 성별 임금 격차를 없애겠습니다.
성별 임금공개법 제정
여성 노동에 대한 통계조사 의무화
성별 임금공시제 도입
여성 임원 할당제 도입
사용자의 처벌강화
임금 격차 해소 계획서 제출 의무화
면접 및 채용과정에서 여남 성비 공개
채용 심사위원의 여남동수제 실시
고용 평등 업무 전달 체계 강화
6. 여성 신체의 건강과 여성의 자율성이 보장되는 나라를 만들겠습니다.
여성 건강권 보장을 위한 정책 수립의 의학적 근거 마련
성별에 따른 의료격차 및 건강 불평등 해소
여성과 남성의 생리적 차이를 반영한 치료제 및 의료기술 연구개발
7. 여성폭력방지를 위한 기본을 만들어가겠습니다.
형법상 의제 강간 연령 상향 조정하는 법 개정 추진
성착취 피해 청소년 보호 법안 마련 추진
성폭력에 대한 공소시효 폐지 혹은 연장 법안 신설 및 역고소 남용 금지 대책 마련
상업화된 성착취 근절을 위한 수요차단 전략 도입
성착취 피해 외국인 여성 지원 대책 마련
8. 여성에게 경제권을 돌려드리겠습니다.
1인 여성 가구 또는 여성 가장 가구에 대한 경제적 복지제도(주택보조금, 생활보조금, 독립보조금) 등의 실질적 지원
비혼 여성 공동체의 경제적 자립을 돕기 위한 국가 지원 저금리 대출제도 도입
여성 경제 공동체 창립 인센티브 제공
여성 개개인에게 맞춤형 직업개발 교육지원금 및 프로그램 제공
다각적 여성 인재 풀 시스템을 형성하여 여성 인력 채용 강화 루트 마련
장애 여성 소득보장 정책 수립
여성 소비자 가중세 (핑크 택스) 신고제도를 통한 기업 페널티, 여성 경제권 평등 수립
9. 여성차별, 여성 혐오적 미디어 문화를 근절하고, 산업 내 여성청소년 착취적 노동문화를 개선하겠습니다.
성차별적 환경 개선 및 미디어 다양성 확보를 위해 부처 관계자, 출연자 및 제작진 동수 고용을 추진
여성 혐오적 편견을 강화시키는 방송 뉴스 및 신문 뉴스 등 매체 내 성별 불평등적 표기에 대한 금지 강화
엔터테인먼트 산업 내 여성 아동 청소년 착취, 학대에 대한 근원적 근절 방안 마련
성폭력/성매매 관련 사범에 대한 출연 금지 강화 및 수익 환수
기존 법 내에서 논의되지 못한 신종 매체들에서 양산되는 여성 혐오에 대한 대책 마련
아동에 대한 성적 대상화 저작물에 대한 제작자 강력 처벌 및 유통채널에 대한 징벌적 벌금 부과, 아동 연상 대상물에 대한 성적 대상화 엄격히 규제
10. 성평등 민주주의의 실현이 가능한 헌법으로 바꾸겠습니다.
제 10차 헌법 개정 추진, 개헌 논의 시 만들어질 모든 공적 위원회에 여성의 참여 비율을 40% 이상을 확보
제 10차 헌법에 ‘여성과 남성의 동등한 대표성 보장’과 ‘국가의 성평등 실현 의무’ 명시

## 역대 지도부

### 역대 대표
| 대수   | 역대 대표                                      | 직함                  | 임기                          |
| ------ | ---------------------------------------------- | --------------------- | ----------------------------- |
| 1      | 윤서연, 이지원, 원소유, 김진아, 장지유, 김은주 | 공동대표              | ~                             |
| 2      | 이지원, 장지유                                 | 공동대표              | ~                             |
| (임시) | 강하영                                         | 비상대책위원회 위원장 | 2022년 11월 19일 ~ 2024년 3월 |
| (임시) | 박진숙                                         | 비상대책위원회 위원장 | 2024년 1월~                   |

### 1기 지도부
2020.03.28 ~ 2020. 8. 1
- 공동대표: 윤서연, 이지원, 원소유, 김진아, 장지유, 김은주

### 2기 지도부
2020. 8. 2 ~ 2022.11.19
- 공동대표: 장지유

### 비상대책위원회
2022.11.19 ~ 2024.03
- 위원장: 강하영

2024.01 ~
- 위원장: 박진숙

## 역대 정당 당원 및 발기인
- 발기인 : 장필화 이화여대 명예교수, 이상화 이화여대 명예교수, 이정자 여성정치포럼 대표, 이계경 한국문화복지협의회 회장, 이혜경 (사)여성예술문화기획 이사장

## 주요 선거 결과

### 국회의원 선거
|  | 0% |

|  | 0.74% |

|  | 0% |

|  | 0% |

|  | 0.1% |

|  | 0% |

## 같이 보기
- 분류:여성주의 정당
- 대한민국의 여성주의#2015년 이후
- D (인권운동가)